# David Leslie (6e comte de Leven)
Pour les articles homonymes, voir David Leslie.
David Leslie, 6e comte de Leven (4 mai 1722 - 9 juin 1802) est un noble écossais.

## Biographie
Il est le fils d'Alexander Leslie (5e comte de Leven). Il est grand maître des francs-maçons écossais 1759–1761; gouverneur adjoint de la Bank of Scotland; Lord de Police 1772–1782; Haut-commissaire à l'Assemblée générale de l'Église d'Écosse 1783-1801.
En 1767, il vit à Gayfield House à Édimbourg. Il vend la maison à la fin du 18e siècle à John Wardlaw de Pitreavie.
Le 29 juillet 1747, il épouse Wilhelmina Nisbet, fille de William Nisbet et ils ont huit enfants:
- Mary Elizabeth Leslie (1767–1820)
- Charlotte Leslie (1761–1830)
- Alexander Leslie-Melville (7e comte de Leven)
- William Leslie (1751–1777)
- David Leslie (1755–1838)
- Jane Leslie (1753–1829)
- John Leslie (1759-1824)
- George Leslie (1766-1812)[2],[3]